# Нововознесенське
Нововозне́сенське — село в Україні, у Високопільській селищній громаді Бериславського району Херсонської області. Населення становить 622 осіб.

## Історія
Село засноване у 1885 році переселенцями з півдня України. Одними з першопоселенців були Мец Максим з дружиною Єлізаветою.
12 червня 2020 року, відповідно до Розпорядження Кабінету Міністрів України від № 726-р «Про визначення адміністративних центрів та затвердження територій територіальних громад Херсонської області», село увійшло до складу Високопільської селищної громади.
19 липня 2020 року, в результаті адміністративно-територіальної реформи та ліквідації Високопільського району, село увійшло до складу новоутвореного Бериславського району.

### Російсько-українська війна
24 лютого 2022 року, в ході російського вторгнення в Україну, село було тимчасово окуповане російськими військами.
12 вересня 2022 року Генштаб ЗСУ повідомив про звільнення села від російських окупантів. Військові зі 128-ї гірсько-штурмової бригади встановили державний прапор України у звільненому селі Новознесенському.

## Населення
Згідно з переписом УРСР 1989 року чисельність наявного населення села становила 654 особи, з яких 333 чоловіки та 321 жінка.
За переписом населення України 2001 року в селі мешкали 622 особи.

### Мовний склад
Рідна мова населення за даними перепису 2001 року:
| Мова       | Чисельність, осіб | Доля     |
| ---------- | ----------------- | -------- |
| Українська | 598               | 96,14 %  |
| Російська  | 17                | 2,73 %   |
| Інше       | 7                 | 1,13 %   |
| Разом      | 622               | 100,00 % |